# Chrysopa nigricostata
Chrysopa nigricostata är en insektsart som beskrevs av Brauer 1851. Chrysopa nigricostata ingår i släktet Chrysopa och familjen guldögonsländor. Inga underarter finns listade i Catalogue of Life.